# Open de Zhangjiagang de snooker 2013
L'Open de Zhangjiagang 2013 est un tournoi de snooker classé mineur, qui s'est déroulé du 23 au 27 septembre 2013 au Sports Center de Zhangjiagang en Chine. 

## Déroulement
Il s'agit de la sixième épreuve du championnat européen des joueurs, une série de tournois disputés en Europe (8 épreuves) et en Asie (4 épreuves), lors desquels les joueurs doivent accumuler des points afin de se qualifier pour la grande finale à Preston.
L'événement compte un total de 117 participants dans le tableau final (11 joueurs ont obtenu un bye au premier tour). Le vainqueur remporte une prime de 10 000 £.
Pour la première fois dans l'histoire du circuit européen des joueurs, un amateur remporte un tournoi. Il s'agit du chinois Ju Reti qui défait Michael Holt en finale 4 manches à 1. Holt est le seul joueur occidental à avoir atteint le stade des quarts de finale, les sept autres étant de nationalité chinoise.

## Dotation
La répartition des prix est la suivante :
- Vainqueur : 10 000 £
- Finaliste : 5 000 £
- Demi-finaliste : 2 500 £
- Quart de finaliste : 1 500 £
- 8èmes de finale : 1 000 £
- 16èmes de finale : 600 £
- Deuxième tour : 200 £
- Dotation totale : 50 000 £

## Phases finales
|  | Quarts de finale au meilleur des 7 manches | Quarts de finale au meilleur des 7 manches | Quarts de finale au meilleur des 7 manches |         |              | Demi-finales au meilleur des 7 manches | Demi-finales au meilleur des 7 manches | Demi-finales au meilleur des 7 manches |  |  | Finale au meilleur des 7 manches | Finale au meilleur des 7 manches | Finale au meilleur des 7 manches |
|  |                                            |                                            |                                            |         |              |                                        |                                        |                                        |  |  |                                  |                                  |                                  |
|  |                                            | Zhou Yuelong                               | 1                                          |         |              |                                        |                                        |                                        |  |  |                                  |                                  |                                  |
|  |                                            | Michael Holt                               | 4                                          |         |              |                                        |                                        |                                        |  |  |                                  |                                  |                                  |
|  |                                            | Michael Holt                               | 4                                          |         | Michael Holt | 4                                      |                                        |                                        |  |  |                                  |                                  |                                  |
|  |                                            |                                            |                                            |         | Michael Holt | 4                                      |                                        |                                        |  |  |                                  |                                  |                                  |
|  |                                            |                                            | Liang Wenbo                                | 1       |              |                                        |                                        |                                        |  |  |                                  |                                  |                                  |
|  |                                            | Rouzi Maimaiti                             | Liang Wenbo                                | 1       | 1            |                                        |                                        |                                        |  |  |                                  |                                  |                                  |
|  |                                            | Rouzi Maimaiti                             |                                            |         | 1            |                                        |                                        |                                        |  |  |                                  |                                  |                                  |
|  |                                            | Liang Wenbo                                | 4                                          |         |              |                                        |                                        |                                        |  |  |                                  |                                  |                                  |
|  |                                            |                                            |                                            |         |              |                                        |                                        |                                        |  |  |                                  | Michael Holt                     | 1                                |
|  |                                            |                                            |                                            | Ju Reti | 4            |                                        |                                        |                                        |  |  |                                  |                                  |                                  |
|  |                                            | Ju Reti                                    | 4                                          |         |              |                                        |                                        |                                        |  |  |                                  |                                  |                                  |
|  |                                            | Da Hailin                                  | 3                                          |         |              |                                        |                                        |                                        |  |  |                                  |                                  |                                  |
|  |                                            | Da Hailin                                  | 3                                          |         | Ju Reti      | 4                                      |                                        |                                        |  |  |                                  |                                  |                                  |
|  |                                            |                                            |                                            |         | Ju Reti      | 4                                      |                                        |                                        |  |  |                                  |                                  |                                  |
|  |                                            |                                            | Lu Chenwei                                 | 2       |              |                                        |                                        |                                        |  |  |                                  |                                  |                                  |
|  |                                            | Lu Chenwei                                 | Lu Chenwei                                 | 2       | 4            |                                        |                                        |                                        |  |  |                                  |                                  |                                  |
|  |                                            | Lu Chenwei                                 |                                            |         | 4            |                                        |                                        |                                        |  |  |                                  |                                  |                                  |
|  |                                            | Tang Jun                                   | 2                                          |         |              |                                        |                                        |                                        |  |  |                                  |                                  |                                  |

## Finale
| Finale au meilleur des 7 manches Arbitre : Wang Wei |                          |               |
| Michael Holt Angleterre                             | 1 - 4 ( - )              | Ju Reti Chine |
| 0 69                                                | Centuries Meilleur break | 0 58          |
| Ju Reti remporte l'Open de Zhangjiagang 2013        |                          |               |